# Robert Parrish
Robert Parrish (Columbus, 4 gennaio 1916 – Southampton, 4 dicembre 1995) è stato un regista, montatore e attore statunitense.

## Biografia
Parrish iniziò giovanissimo a lavorare nel cinema. La sua carriera di attore bambino e quindi di giovane interprete non fu però particolarmente fortunata. Nella maggior parte dei casi si trattò di piccoli ruoli quasi mai accreditati (come quando nel 1931 Charlie Chaplin lo scritturò come comparsa in Luci della città). Se di quegli anni Parrish non fu tra i protagonisti, ne fu però attento osservatore. Il suo libro di memorie, Growing up in Hollywood, pubblicato nel 1976, è una delle testimonianze più interessanti e articolate lasciate da un ex-attore bambino.
Il lavoro lo portò a fare il montatore, mestiere per cui dimostrerà di avere un notevole talento, vincendo nel 1947 un Oscar per il miglior montaggio del film Anima e corpo di Robert Rossen, regista con cui lavorò nuovamente nel 1949 nel film Tutti gli uomini del re, per cui ottenne un'altra candidatura. Nel 1951 iniziò una nuova carriera come regista, esordendo con Nei bassifondi di Los Angeles e subito dopo con Luci sull'asfalto, due noir convincenti sul mondo dei gangster. Nel 1958 firmò il western Lo sperone insanguinato (il cui montaggio fu rimaneggiato dalla MGM), opera insolita per il genere sia per la sorte del protagonista (il suicidio) che per altre scelte registiche. Sempre nel genere western girò nel 1959 Il meraviglioso paese, altra pellicola atipica dove il protagonista è costretto a rivedere molte delle proprie scelte.
Dopo aver girato alcune commedie e opere di fantascienza poco convincenti, concluse la sua carriera con due bei film: Contratto marsigliese con Anthony Quinn e, nove anni dopo, tornò alla macchina da presa per dirigere Mississippi Blues, un film documentario con lo stesso regista e il collega francese Bertrand Tavernier, in cui i due viaggiano per tutto il Mississippi raccontando un mondo che già iniziava a perdersi fra fast food e distributori automatici di bevande gassate.
Ritiratosi a vita privata, Parrish morì nel 1995, all'età di 79 anni.

## Riconoscimenti
Premi Oscar 1948 – Miglior montaggio per Anima e corpo (Body and soul) di Robert Rossen.

## Filmografia

### Regista
- Nei bassifondi di Los Angeles (Cry Danger) (1951)
- Luci sull'asfalto (The Mob) (1951)
- La peccatrice di San Francisco (The San Francisco story) (1952)
- Destinazione Budapest (Assignment – Paris!) (1952)
- Il temerario (The Lusty Men), regia di Nicholas Ray - (Parrish non accreditato) (1952)
- Senza madre (My Pal Gus) (1952)
- Servizio segreto (Rough Shoot) (1952)
- Pianura rossa (The Purple Plain) (1954)
- Lucy Gallant (1955)
- Fuoco nella stiva (Fire Down Below) (1957)
- Lo sperone insanguinato (Saddle the Wind) (1958)
- Il meraviglioso paese (The Wonderful Country) (1959)
- Amore alla francese (In the French Style) (1963)
- Il giorno dopo (Up from the Beach) (1965)
- James Bond 007 - Casino Royale (Casino Royale) (1967)
- Il magnifico Bobo (The Bobo) (1967)
- Duffy, il re del doppio gioco (Duffy) (1968)
- Doppia immagine nello spazio (Doppelganger) (1969)
- Una città chiamata bastarda (A Town Called Bastard) (1971)
- Contratto marsigliese (What are Friends for?) (1974)
- Mississippi Blues (1984)

### Assistente regista
- Gunga Din, regia di George Stevens (1939)

### Attore
- Olympic Games
- Aurora (Sunrise: A Song of Two Humans), regia di Friedrich Wilhelm Murnau (1927)
- Yale vs. Harvard
- La canzone della mamma
- L'ultima gioia
- A rotta di collo
- Riley il poliziotto (Riley the Cop), regia di John Ford  (1928)
- La maschera di ferro (The Iron Mask), regia di Allan Dwan (1929)
- Trafalgar (The Divine Lady), regia di Frank Lloyd (1929)
- The Racketeer
- All'ovest niente di nuovo
- Il grande sentiero
- Up the River
- The Right to Love
- Luci della città
- Scandal Sheet, regia di John Cromwell (1931)
- Per una donna (I Take This Woman), regia di Marion Gering (1931)
- Proibito (Forbidden), regia di Frank Capra (1932)
- The Miracle Man, regia di Norman Z. McLeod (1932)
- L'ultimo scandalo (Scandal for Sale), regia di Russell Mack (1932)
- La nuova ora
- Dottor Bull
- Il giudice (Judge Priest), regia di John Ford (1934)
- Tutta la città ne parla
- Il traditore
- I crociati
- Il battello pazzo
- L'ammiraglio (Shipmates Forever), regia di Frank Borzage (1935)
- Il prigioniero dell'isola degli squali
- Turbine bianco
- L'uomo che amo
- It Could Happen to You!
- Scandalo al Grand Hotel (Thin Ice), regia di Sidney Lanfield (1937)
- Thrill of a Lifetime
- Vacanze d'amore (Having Wonderful Time), regia di Alfred Santell (1938)
- Mr. Doodle Kicks Off
- Passione ardente
- Blue Bayou

### Montatore
- Il traditore (The Informer), regia di John Ford - apprendista (1935)
- Maria di Scozia (Mary of Scotland), regia di John Ford - assistente al montaggio (1936)
- Alba di gloria (Young Mr. Lincoln), regia di John Ford (1939)
- Furore (The Grapes of Wrath), regia di John Ford - taglio negativi (1940)
- La battaglia delle Midway
- How to Operate Behind Enemy Lines
- German Industrial Manpower
- 7 dicembre
- That Justice Be Done
- The Nazi Plan
- Anima e corpo (Body and Soul), regia di Robert Rossen (1947)
- Doppia vita (A Double Life), regia di George Cukor (1947)
- Tra moglie e marito (No Minor Vices), regia di Lewis Milestone (1948)
- Presi nella morsa
- Tutti gli uomini del re (All the King's Men), regia di Robert Rossen - consulente al montaggio (1949)
- Non siate tristi per me - consulente al montaggio
- Lo scandalo della sua vita
- Musica cuore del mondo

## Autobiografia
- Robert Parrish, Growing Up in Hollywood, Harcourt Brace Jovanovich, New York, 1976.